# Sibuasan
Sibuasan is een bestuurslaag in het regentschap Subulussalam van de provincie Atjeh, Indonesië. Sibuasan telt 241 inwoners (volkstelling 2010).